# Malmqvistska barnuppfostringsanstalten

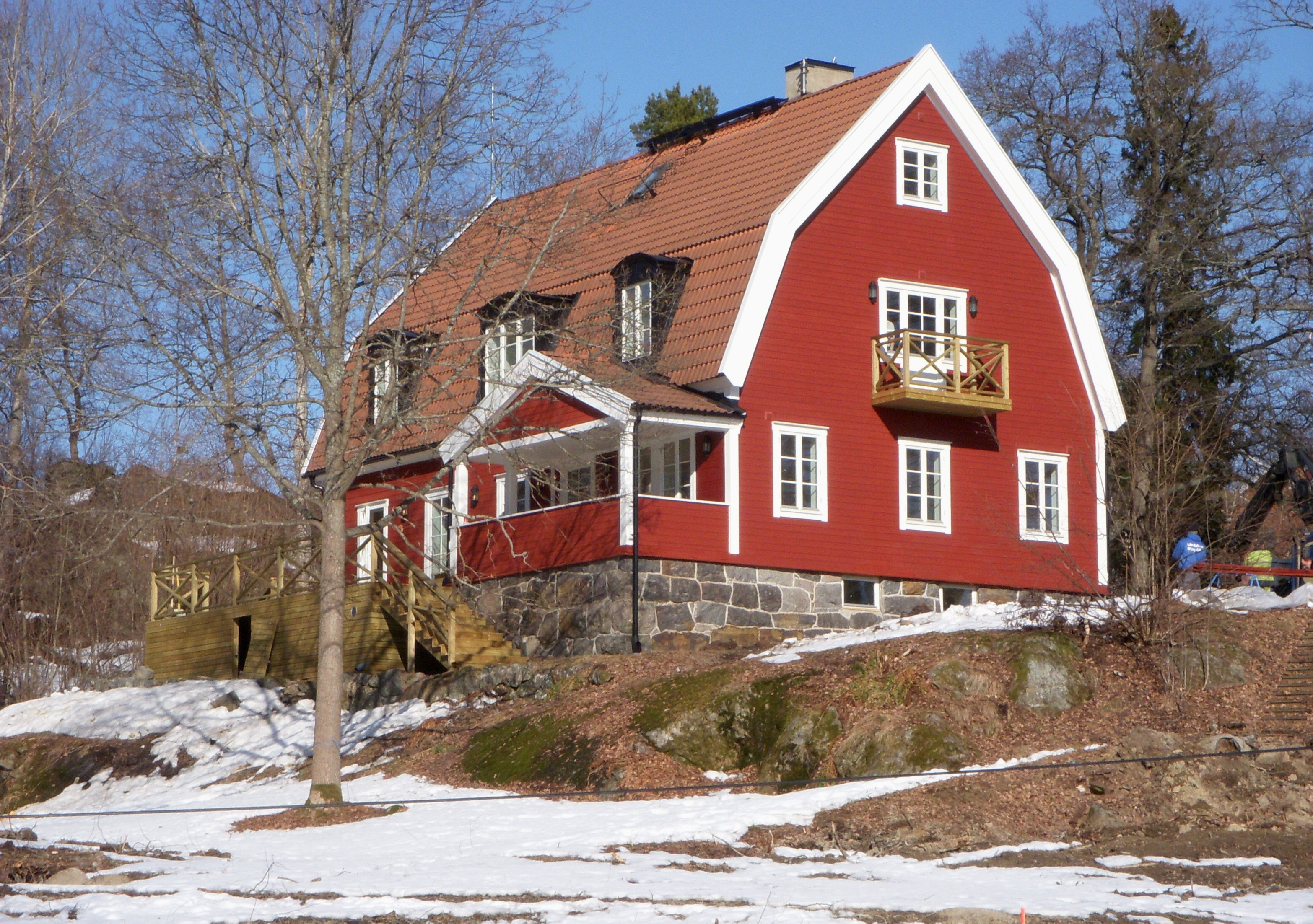
Före detta Rödkinda barnhem, Rödkindavägen 16, Farsta strand, mars 2011.

Malmqvistska barnuppfostringsanstalten på Torkel Knutssonsgatan 22 på Södermalm i Stockholm hade till ändamål "att lämna fattiga och värnlösa flickebarn kristlig undervisning och vård samt den uppfostran i övrigt, som är ägnad att bilda dem till nyttiga medlemmar af samhället".
Anstalten var uppkallad efter dess stiftare, dåvarande klockaren vid hovförsamlingen Jonas Petter Malmqvist (1806–89) och hans hustru, Johanna Malmqvist, född Lindberg (1805–83). I sitt hem på Torkel Knutssonsgatan hade de 1852, mot en ringa ersättning, mottagit några minderåriga flickor, som saknade nödig tillsyn och skötsel. År 1853 blev genom kolerans härjningar i huvudstaden flera hundra barn föräldralösa. Makarna Malmqvist anmodades då att åta sig vården av några bland dessa, så att det lilla hemmet vid årets slut hyste 21 barn. Sedermera utvidgades kretsen år efter år, och 1860 räknade den 79 flickor. Sedan man vädjat till allmänheten om gåvor, kunde en ny och större byggnad invigas 30 december 1861. För att tillförsäkra sitt verk en betryggad framtid uppmanade de vidare stiftelsens beskyddare och vänner, bland vilka särskilt kan nämnas prinsessan Eugénie, att omhänderta dess angelägenheter. Sålunda bildades 1865 ett sällskap "till understödjande af Malmqvistska barnuppfostringsanstalten i Stockholm". Tio år senare drog sig makarna Malmqvist av hälsoskäl tillbaka.
År 1912 fanns på anstalten 56 flickor. I regel mottogs barnen i åldern 6–10 års ålder mot en årlig avgift; i vissa fall utan avgift. Stiftelsen gav barnen bostad, beklädnad, kost, undervisning, läkarvård m.m. och även fullständig utstyrsel, när de lämnade anstalten, vilket i regel skedde året sedan de blivit konfirmerade. Den bokliga undervisningen, fördelad på fyra klasser, omfattade i det närmaste folkskolans läroämnen; men, eftersom syftet var att utbilda dugliga och plikttrogna tjänarinnor, lades synnerlig vikt vid det praktiska arbetet. Barnen fick ägna sig åt alla inom ett ordnat hem förefallande göromål, såsom städning, skurning, tvätt, matlagning m.m.
Anstalten flyttade sommaren 1921 från fastigheten på Torkel Knutssonsgatan 22 på grund av dess förfallna skick, och förlade sin verksamhet till det för ändamålet inköpta Rökinda barnhem i Södertörns villastad, där 1924 var intagna 11 barn, vilka erhöll vanlig folkskoleundervisning. Rökinda barnhem övertogs 1948 av Stockholms stad och används i dag till olika ungdomsverksamheter.